# Продавец воздуха
«Продавец воздуха» — фантастический роман известного русского советского писателя-фантаста Александра Беляева.

## История
Роман был впервые опубликован в 1929 году в журнале «Вокруг света» (1929, № 4—13).

## Сюжет
Действие романа происходит в Якутии в районе полюса холода. Повествование ведётся от лица метеоролога Клименко.
Автор, молодой метеоролог Клименко, направлен в Якутию для изучения изменений воздушных течений Земли, которые стали наблюдаться в последнее время. Вместе со своим проводником и помощником, якутом Николой, он направляется к отрогам Верхоянского хребта. По пути они спасают неизвестного человека, представившегося участником английской экспедиции, который предупредил их об опасности идти по ветру и ушёл, причём именно в том направлении, куда советовал не ходить собеседникам. Однако автор решается найти место, куда дуют постоянные сильные ветра, и переходит за отроги хребта, где обнаруживает кратер вулкана. Ураганный ветер засасывает его и Николу в этот кратер.
Чудом выжившие, они оказываются на секретной фабрике, спрятанной в горе, которой владеет спасённый ими ранее мистер Бэйли. Используя работы известного шведского химика Энгельбректа, на своей секретной фабрике коммерсант Бэйли сжижает воздух из атмосферы, частично разделяет его на компоненты (кислород, водород и гелий), а частично переводит в состояние со значительно сниженным расстоянием между молекул (по утверждению Бэйли, шарик такой сгущённой формы заключает в себе кубический километр атмосферного воздуха). Большинство полученной им из атмосферного воздуха продукции хранится в специально оборудованных помещениях фабрики, в которых постоянно поддерживается очень низкая температура и куда можно войти лишь в специальных костюмах. Деятельность Бэйли привела к изменению климата на Земле, но это его не волнует. Земля начинает терять атмосферу, и в мире наступает катастрофическая нехватка воздуха. Это приводит к массовой панике. Воздух становится товаром для продажи. Никто не понимает причины явлений. С помощью Норы, дочери химика, Клименко удаётся устроить побег Николе для того, чтобы он рассказал обо всём людям.
Советское правительство посылает на борьбу с Бэйли Красную армию. Однако Бэйли демонстрирует миру мощное оружие, основанное на испарении твёрдого воздуха. Кроме того, он демонстрирует возможные последствия уничтожения его базы, выпуская часть набранного воздуха. Взрывообразное испарение сравнивает с землёй огромные территории Сибири, Европы, но при этом из-за ошибки в расчётах чуть не гибнет сам Бэйли. Правительства западных стран предпочитают сотрудничать с Бэйли, и лишь СССР продолжает вести с ним борьбу. Самоубийство Норы приводит профессора Энгельбректа на сторону Клименко. С помощью подоспевших красноармейцев (которым Никола указал путь внутрь базы) они врываются к Бэйли в его кабинет, но тот от страха перед большевиками проглатывает несколько бисеринок сгущённого воздуха. Энгельбрект, поняв, что от нагревания теплом тела бисеринки сейчас взорвутся вместе с Бэйли, с помощью красноармейцев еле дотаскивает отяжелевшего вдвое и распухающего Бэйли до смотровой площадки и перебрасывает его через перила. Бэйли взрывается прежде, чем долетает до снежного откоса.

## Особенности сюжета
- Азот, добытый из воздуха, превращался на фабрике в аммиак, азотную кислоту и цианамид.
- При первой встрече с Клименко Бэйли спасал из болота некий бидон, который, как он сам позже утверждал, являлся контейнером для доставки «иля» с Марса на Землю. Более того, позже Бэйли рассказал Клименко, что торгует с Марсом, посылая туда ракеты со сжиженным воздухом, которые взрываются над поверхностью, обогащая таким образом марсианскую атмосферу, и получает взамен «иль», особый радиоактивный элемент с огромной энергией, благодаря которой работает фабрика Бэйли.

## Персонажи
- Георгий Петрович Клименко — молодой советский метеоролог, от чьего лица ведётся повествование
- Никола — якут-охотник, проводник Клименко
- Бэйли — английский бизнесмен
- Уильям — слуга Бэйли
- Сванте Энгельбрект — знаменитый шведский учёный-химик, главный инженер Бэйли
- Элеонора, Нора — дочь Энгельбректа
- Иван — рабочий-якут на фабрике Бэйли
- Люк — пожилой шотландец, радист

## Экранизации
- «Продавец воздуха» — советский художественный фильм 1967 года режиссёра Владимира Рябцева